# Nomada detrita
Nomada detrita là một loài Hymenoptera trong họ Apidae. Loài này được Mitchell mô tả khoa học năm 1962.